# Hercegszöllős
Hercegszöllős (horvátul: Kneževi Vinogradi) falu és község (járás) Eszék-Baranya megyében, Horvátországban, 1998-tól községközpont. Horvát nevének jelentése azonos a magyarral.

## Fekvése
Eszéktől légvonalban 21, közúton 27 km-re északra, Pélmonostortól légvonalban 10, közúton 12 km-re keletre, Baranyában, a Drávaszög középső részén, két tájegység, a Báni-hegység és a Kopácsi-rét találkozásánál fekszik.

## A község (járás) települései
Zárójelben a horvát név szerepel.
- Csúza (Suza)
- Hercegszöllős (Kneževi Vinogradi)
- Jeszeföld (Jasenovac)
- Karancs (Karanac)
- Katalinpuszta (Sokolovac)
- Keselyűs (Mirkovac)
- Kő (Kamenac)
- Sepse (Kotlina)
- Vörösmart (Zmajevac)

## Történelem
A régészeti leletek tanúsága szerint területe már az őskorban is lakott volt. 2009-ben az általános iskola területén az eszéki múzeum munkatársai leletmentő ásatásokat végeztek. Ennek során több rétegben, a neolitikum időszakából számos régészeti leletet találtak. A Sopot kultúra időszakából egy korabeli padlószinten a kultúra jellegzetesen díszített kerámiái, egy tűzhely maradványai és sok mozdítható régészeti anyag került elő. Ennél vékonyabb és leletekben szerényebb volt a Starčevo kultúra rétege hulladékgödreivel és félig földbe süllyesztett házainak cölöphelyeivel. A leletek további értékes információkkal szolgáltak Baranya e legkorábbi népességének életéről.
A helyén az ókorban egy Donatium nevű római kolónia volt, ami egy fontos útvonal mentén feküdt. A középkori Szöllős első írásos említése „villico de Zeleus” alakban történt a pécsi káptalan 1341. augusztus 30-án kelt, I. Károlyhoz írt jelentésében, melyben jelenti a királynak, hogy Pál országbíró ítélete következtében Veyki István és Miklós részére Kolosfia Laczk ellen Csabagáta nevű birtokot megbecsültette. 1357-ben és 1424-ben „Zeuleus”, 1370-ben „Zewles”, 1460-ban „Zewlws”, 1494-ben „Zewlews” alakban említik a korabeli oklevelek. A középkorban részben Bodolya mezővároshoz tartozott, részben a szekcsői Herczegh családé volt. Később előnevét is utóbbiakról kapta. A 15. században mezővárossá vált. Valószínűleg elpusztult az 1526-os török hadjáratban, mely után az Oszmán Birodalom része lett. A török hódoltság alatt Hercegszöllős lakói mind a magyar, mind a török uraknak adóztak. 1554-ben 37 család lakta. A török uralom idején 1576-ban a mezővárosban rendezték meg a magyar reformáció első és egyben legfontosabb zsinatát, ahol lefektették a Hercegszöllősi kánonokat. Szőlős néven mezővárosként 85 kapuval szerepelt az 1591-es török adókönyvben, a nevek alapján színmagyar lakossággal.
A település a felszabadító harcok során kihalt és csak az 1700-as évek elején nagyrészt magyar lakosokkal népesült be újra. Ezután a bellyei uradalom részévé vált, mellyel együtt királyi adományként, hadi érdemeiért Savoyai Jenő herceg kapta meg. Savoyai 1736-os halála után, miután örököse nem volt, a birtok a kamarára szállt. Mária Terézia 1780. május 5-én leányának, Mária Krisztinának és férjének, Szász-Tescheni Albert hercegnek adományozta. Miután ők is gyermektelenek voltak, a birtokot Károly Lajos főherceg örökölte. Károly örököse fia Albrecht lett, majd halála után Albrecht testvérének fia, Frigyes lett a következő ura, egészen az első világháborúig.

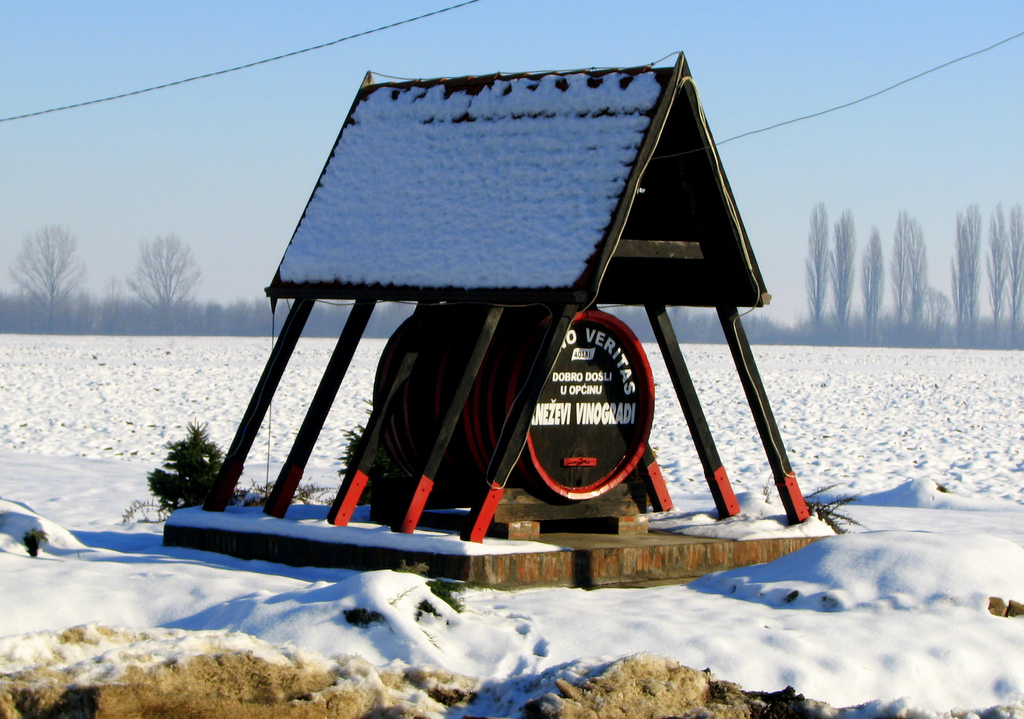
A falu bejárata

Hercegszöllősön tekintélyes borászat is működött; pincékkel, présházakkal, kádárműhellyel, szeszfőzdével, vendégfogadóval is, mely egyúttal postakocsiállomás is volt az Eszék-Bácska vonalon. Területének csaknem egyötödét szőlő fedte, így borairól is híres volt. Az uradalmi „nagypince” és két uradalmi vendégfogadó még Savolyai Jenő idejében épült. A pince befogadóképessége 7000 hektoliter volt. A falu lakói főleg Szlavóniában árultak bort és gyümölcsöt. A faluban sok iparos is élt: bognárok, csizmadiák, szabók, cipészek, szűcsök, kádárok, kalaposok és kovácsok, valamint kereskedők. 1824-ben Hercegszöllős a bellyei uradalom legnagyobb falva volt, 266 házzal, 1961 lakossal. Magyarok, németek, szerbek és sokácok vegyesen éltek a településen. A falunak ekkor már három temploma állt, a református, a pravoszláv és a torony nélküli kis katolikus templom. A falu közelében téglagyár épült.
A trianoni békeszerződés előtt Baranya vármegye Baranyavári járásához tartozott. A település az első világháború után az új Szlovén–Horvát–Szerb Állam, majd később (1929-ben) Jugoszlávia része lett. 1941 és 1944 között ismét Magyarországhoz tartozott, majd a háború után ismét Jugoszlávia része lett. A délszláv háború idején 1991 augusztusában a nem szerb lakosságnak menekülnie kellett a szerb csapatok elől. A menekültek csak 1997-ben térhettek vissza otthonukba, ahol rögtön hozzáláttak az újjáépítéshez. A településnek 2011-ben 1657, a községnek összesen 4614 lakosa volt.

## Gazdaság
A helyi gazdaság alapját a mezőgazdaság, a feldolgozóipar és az egyre erőteljesebben fejlődő falusi, vadász és horgász turizmus képezi. A szántóföldi növénytermesztés 13 ezer hektáron, szőlő- és gyümölcstermelés pedig 1800 hektáron folyik. A község nagyobb cégei a Belje Rt, a Borplastika Kft. és a Rabo Kft. Mellettük egyre nagyobb számú kisiparos és vállalkozó működik. Az ezeréves, a római időkből eredő hagyománnyal rendelkező szőlőtermelés és borászat mindinkább vonzza a turistákat. A vállalkozások élénkítése céljából vállalkozói övezetet létesítettek, ahol az érdekelt vállalkozásokat számos kedvezményben részesítik.

## Népesség
1910-ben 2806 lakosából 1492 fő magyar, 220 fő német, 229 fő horvát, 818 fő szerb, 3 fő tót és 43 fő egyéb (leginkább sokác) nemzetiségű volt. A lakosok közül 2288 fő tudott magyarul. Vallási megoszlás szerint 1366 fő római katolikus, 834 fő görögkeleti ortodox, 543 fő református volt.
1991-ben lakosságának 32%-a szerb, 31%-a horvát,18%-a magyar, 17%-a jugoszláv nemzetiségű volt.
Hercegszöllős 1998 óta községközpont és a 2001. évi népszámlálás adatai szerint 1725 lakosa és 13 utcája van. A helység nemzetiségi összetétele jelentősen megváltozott 2001-re, magyarok 16,%, horvátok 43,2%, szerbek 30,5%, egyéb nemzetiségűek 7,4%.
A teljes község etnikai összetétele a következő volt 2001-ben: 40,8% magyar, 34,3% horvát, 18,4% szerb, 1,9% német.
A 2021-es horvát népszámlálás eredménye szerint a település lakossága 3357 fő, ebből 1334 (39,74%) horvát, 1299 (38,7%) magyar, 554 (16,5%) szerb nemzetiségűnek vallotta magát.

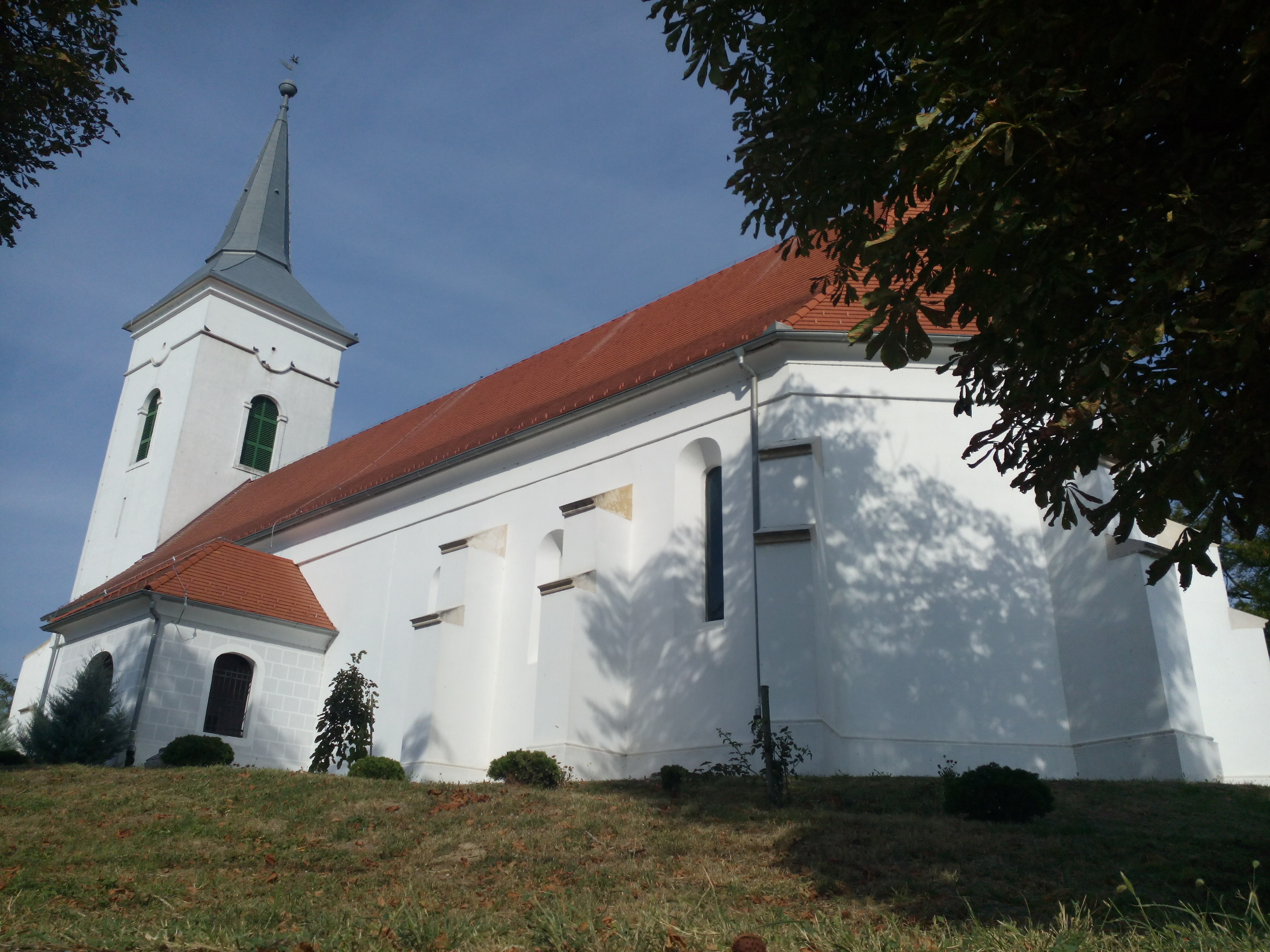
A református templom

| Lakosság változása | Lakosság változása | Lakosság változása | Lakosság változása | Lakosság változása | Lakosság változása | Lakosság változása | Lakosság változása | Lakosság változása | Lakosság változása | Lakosság változása | Lakosság változása | Lakosság változása | Lakosság változása | Lakosság változása | Lakosság változása |
| ------------------ | ------------------ | ------------------ | ------------------ | ------------------ | ------------------ | ------------------ | ------------------ | ------------------ | ------------------ | ------------------ | ------------------ | ------------------ | ------------------ | ------------------ | ------------------ |
| 1857               | 1869               | 1880               | 1890               | 1900               | 1910               | 1921               | 1931               | 1948               | 1953               | 1961               | 1971               | 1981               | 1991               | 2001               | 2011               |
| 2.210              | 2.048              | 2.684              | 2.691              | 2.054              | 2.806              | 2.926              | 3.079              | 1.691              | 1.652              | 1.810              | 1.820              | 2.402              | 2.127              | 1.725              | 1.657              |

## Nevezetességek
- Szent Mihály arkangyal tiszteletére szentelt római katolikus plébániatemplomát 1840-ben építették klasszicista stílusban. A templom kórusát 1857-ben építették és ebben az évben fejeződött be a templom építése is. A tetőt 1999-ben újították fel, az egész épület megújítása 2004-ben történt. A plébánia 1851-ben alakult. Karancs, Kő, Sepse, Keselyűs, Jeszeföld, Katalinpuszta, Bokroshát, Albertfava és Mitvárpuszta tartoznak hozzá. A templomnak 30 tagú énekkara van.
- A késő román stílusú református temploma[14] a 16. század elején még római katolikus templom volt.[5] A falu népe a református vallás tanítását feltehetőleg Sztárai Mihály 1544 táján végzett prédikátori tevékenységének folytán tette magáévá. A templom az egész Drávaszög egyik legrégibb egyháza. Tornyának alapjait állítólag a rómaiak rakták le a 3. század vége körül. Mai formáját a 19. század elején nyerte el. 1576-ban itt tartották meg a hercegszöllősi zsinatot, Veresmarti Illés itteni prédikátor és alsó-baranyai püspök elnökletével. A „Hercegszöllősi Kánonok” a református egyház és követőinek életét kívánja szabályozni. A templom mai formájában 1803-ban épült, 1839-ben javították és bővítették. A műemléktemplom nagyon rossz állapotban van, helyreállítása folyik.
- A református templom régészeti kutatása során talált sír, nagy mennyiségű emberi csont és kerámia jelzi egy a templomnál idősebb középkori temető egykori létezését, amely többrétegű lehet, mert a sír alatt és körülötte is másodlagos helyzetben voltak a csontok. A templom fala ugyancsak egy sírt vágott el. Annak lelete egy olyan temető létezését jelzi, amely legalább részben idősebb a 13. század második felénél, a másodlagos helyzetben lévő csontok lehetnek fiatalabbak, de idősebbek is. A szondában található kerámia töredékei nincsenek tipológiailag és stilisztikailag megvizsgálva olyan mértékben, hogy kulturálisan meghatározhatók legyenek. A 13. század második felét megelőző domináns kulturális jelenség ezen a területen a Bijelo Brdo-kultúra, így lehetséges, hogy ennek a kultúrának temetője került elő.[15]
- A szerb pravoszláv templom elődjét 1742-ben még fából építették és Szent István vértanú tiszteletére szentelték fel. A Szentséges Szűzanya Jelenésének (Vavedenju Presvete Bogorodice) tiszteletére szentelt új, szilárd építőanyagból készült késő barokk templomot 1775-ben szentelték fel. Egyhajós épület, félköríves apszissal, a nyugati kapuzat felett emelkedő két emelet magasságú harangtoronnyal. Ikonosztáza a 18. század második felében készült. A Hercegszöllősi Szerb Pravoszláv Egyházközséghez még Csúza, Vörösmart, Batina és Albertfalu települések tartoznak.
- A hercegszöllősi uradalmi borospince[16] a bellyei uradalomhoz tartozott, és minden bizonnyal már a 18. században is megvolt, amikor az uradalom Savoyai Jenő hercegé volt. Egyes források azt állítják, hogy a középkorban épült. A borospince földben levő része kétszintes. Az alagsorba az utcára néző egyemeletes épületen keresztül lehet belépni. Az épület földszintjén csak egy autóbejárat és egy téglalap alakú ablak található, míg az emeletet hét boltív tagolja. Az épület tengelyét az alagsorba vezető bejárat és az emelet szélesebb boltíve hangsúlyozza. Az alagsor klasszikus pince kialakítású, nagyméretű, téglából épített boltívek fedik.
- A település határában két jelentősebb őskori régészeti lelőhely található. A „Derjan” nevű lelőhely felszíni leletei egy őskori és középkori település létezésére utalnak. Tekintettel arra, hogy tervszerű régészeti feltárások itt még nem voltak, a mikrolitok és az atipikus fazekasság felszíni leletei miatt feltételezhető, hogy az őskori település a neolitikumhoz tartozik.[17] A „Mitvar” nevű lelőhelyen található, ugyancsak több rétegből álló település a Dragojlovo Brijegtől körülbelül 1 km-re északnyugatra, a település központjától körülbelül 4 km-re délnyugatra található. Az északi és a keleti oldalon enyhén emelkedett terepet a Kozarački-csatorna határolja, amely a múltban nagy valószínűséggel egy kis folyó volt, amely a terület szélén a régi Duna medrébe ömlött. Az ilyen rendkívül kedvező földrajzi helyzet feltételezi egy település kifejlődését az őskor, majd a középkor folyamán. Ezt a következtetést a terület kerámia töredékeinek nagy száma támasztja alá.[18]
- A „Dragoljov brijeg” lelőhelynél a terep kialakítása a hely kedvező stratégiai helyzete azt jelzi, hogy a dunai limes egyik római erődítménye állt itt. A római épületek maradványai mellett számos római és kora középkori sírt találtak itt. A lelőhely keleti részén három késő római érmét, valamint egy római kőemlékmű egy részét találták meg, mely egy fogadalmi felirat, valószínűleg egy szobor talapzata. Az ókori alapok szintje alatt az őskori padlók maradványait fedezték fel, számos Hallstatt kori  durvább és finomabb fekete és barna kerámiákkal, az alsóbb rétegekben pedig még ennél is régebbi bronzkori kerámiák kisebb töredékei kerültek elő.[19]

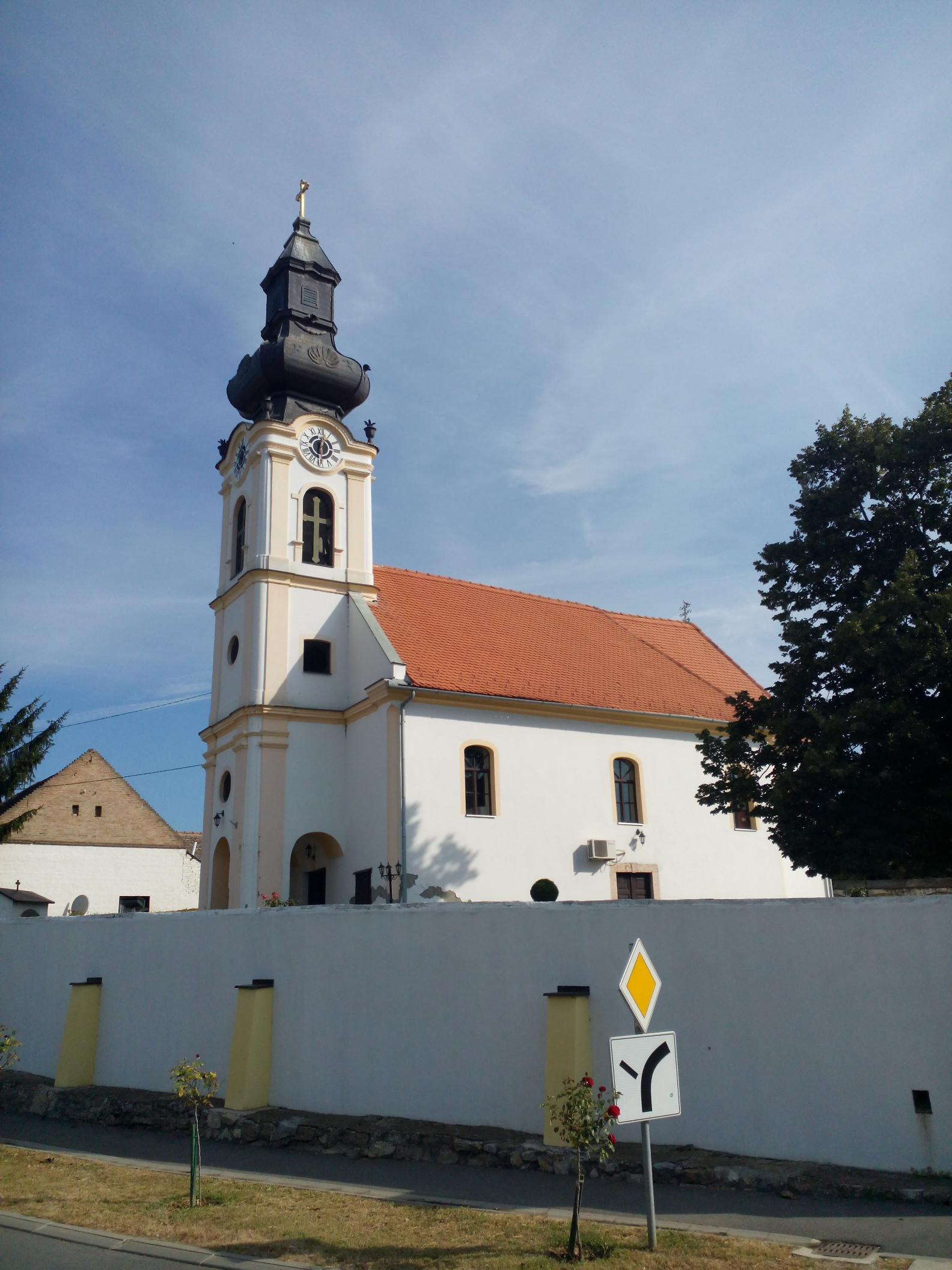
A pravoszláv templom

## Kultúra
- A „Baranjski biseri” tamburabarátok egyesülete 2003-ban alakult azzal a céllal, hogy tanítsa a fiatalokat a tamburajátékra és a zenélésre. Az egyesületnek 62 tagja van számos önkéntessel.
- Az SKD „Prosvjeta” szerb kulturális egyesület a horvátországi szerbek hagyományos kulturális szervezete. Az egyesület tömöríti a szerbek meglévő és az új horvátországi kulturális és oktatási intézményeit. Hercegszöllősön 2007. október 30-án alakult meg az egyesület helyi csoportja, melynek jelenleg 23 tagja van.
- A József Attila Kulturális Egyesület a Magyar házban működik. A női karnak jelenleg 18 tagja van. Minden évben számos koncerten vesznek részt Horvátországban és külföldön egyaránt. Ezen kívül varrócsoport, rajzcsoport, gyermek folklór csoport és kreatív csoport működik a keretein belül.
- A Csárdás Kulturális Egyesület 1999-ben jött létre azzal a céllal, hogy a környező falvakból összehozza a fiatalokat. Ma mintegy 30 tagja van.
- A Jókai Mór kulturális egyesület elődje az 1882-ben alapított olvasókör. Az egyesület 1998-ban alakult. Szekciói a „Hajnalcsillag” gyermek folklór csoport, a „Szivárvány” kreatív csoport és a „Pódium” színjátszó csoport. Célja a nemzeti kultúra, a nyelv és a hagyományok ápolása, előadások, irodalmi találkozók, kiállítások, kulturális rendezvények szervezése.
- A Petőfi Sándor Kulturális Egyesület 1950-ben alakult. Az egyesületnek mára 63 tagja van, amelyek közül 21 a gyerek. Az egyesületen belül működik a „Kerekerdő” gyermek folklór csoport és a „Pipacs” magyar nyelvű játszóház.
- LU „KVIN-ART” Kneževi Vinogradi képzőművészeti egyesület. Az egyesület 2007. február 12-én alakult azzal a céllal, hogy a művészi-kreatív munkában résztvevőket összegyűjtse. Fő tevékenysége művészeti táborok és festménykiállítások szervezése.
- A KUD „Živojin Žiko Mandić” kulturális és művészeti egyesület 2011-ben alakult azzal a céllal, hogy ápolja és megőrizze a helyi folklórt. Az egyesületnek ma mintegy 60 tagja van, ifjúsági, felnőtt- és veteráncsoport, valamint tamburazenekar alkotja.
- A Hercegszöllősi Mihály magyar ifjúsági szervezet 2004-ben alakult azzal a céllal, hogy összegyűjtse a magyar nemzeti kisebbséget a faluban, kulturális programok és tevékenységek elősegítése érdekében. Az egyesület keretében működik a Triliom zenekar, mely a magyar kisebbség ünnepségeinek állandó szereplője.

## Oktatás
- Hercegszöllősön az első iskolát 1843-ban alapították a katolikus templom közelében. 1874-ben felépült az új iskolaépület egy osztályteremmel. A mostani iskola 1961-ben épült. A Hercegszöllősi Általános Iskola területi iskolái a következő településeken működnek: Jeszeföld (Jasenovac), Keselyűs (Mirkovac), Katalinpuszta (Sokolovac), Albertfalva (Grabovac), Mitrovác, Karancs (Karanac) és Kő (Kamenac).
- A „Zeko” központi óvoda Hercegszöllősön található, területi óvodái vannak Karancs, Csúza és Vörösmart településeken.

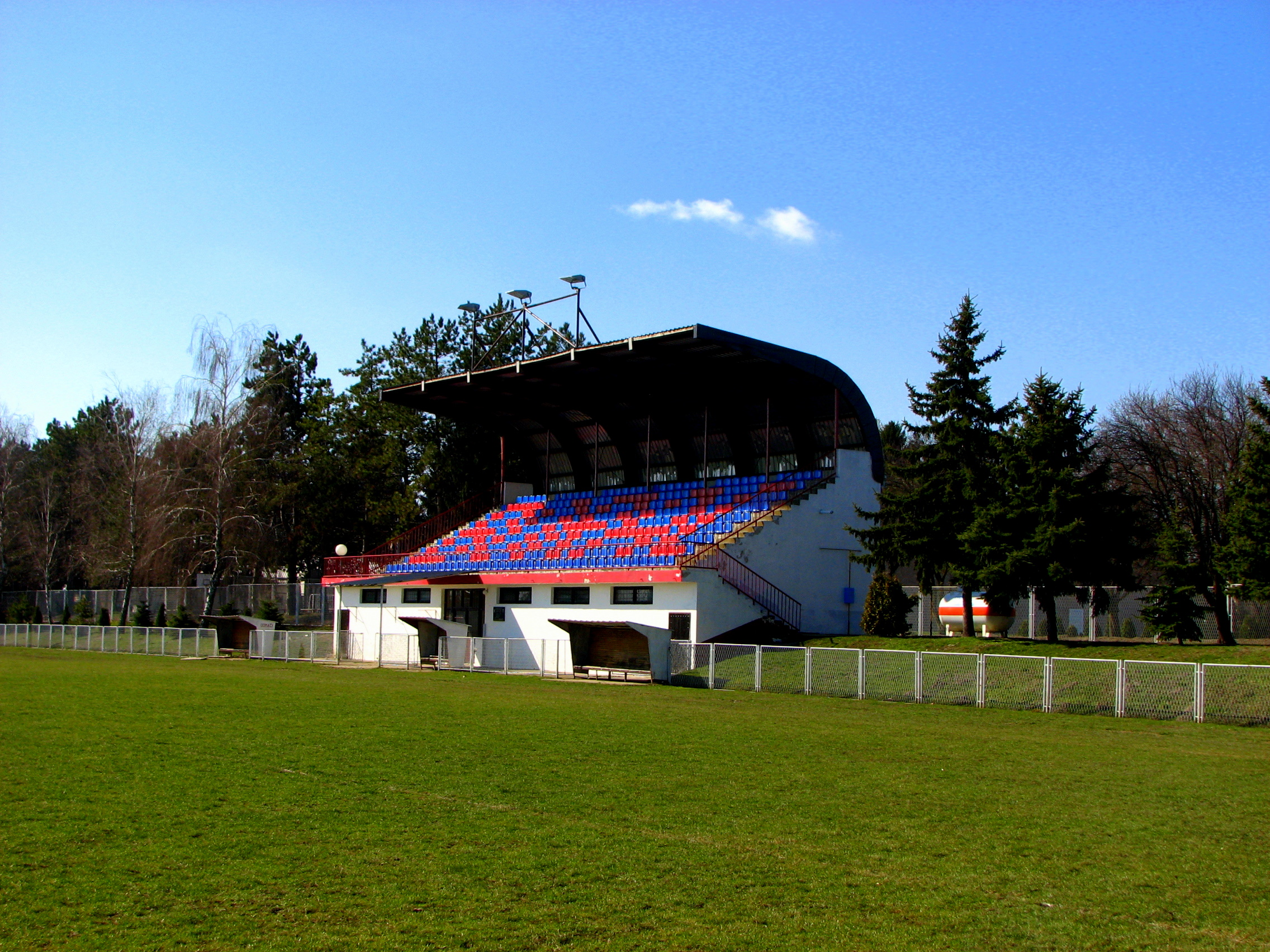
A Borac sporttelep

## Sport
- Az NK Borac Kneževi Vinogradi labdarúgóklubot 1929-ben alapították. Borac néven 1952-től szerepelnek. Az 1960-as évek elején a szövetségi bajnokságban szerepeltek, az 1960-as évek végén megnyerték a bajnoki címet a baranyai ligában. 1971-ben megnyerték a Baranya kupát. A legnagyobb sikert a csapat az 1990/91-es szezonban érte el a területi bajnokság első helyének megnyerésével, mellyel feljutott a nemzeti liga keleti csoportjába.
- A „Kneževi Vinogradi” taekwondoklub 2004-ben alakult. Jelenleg 23 tagja van.
- „Vinogradar” Kneževi Vinogradi sakk-klub
- A „Baranjac” Kneževi Vinogradi lövészklub 2005-ben alakult.

## Egyesületek
- A Hercegszöllősi önkéntes tűzoltó egyesület 1890-ben alakult. Mintegy 20 aktív és 20 támogató tagja van. Rendszeresen vesznek részt tűzoltó versenyeken különböző korosztályokkal a megyei és magyarországi versenyeken.
- A „Srndać” vadásztársaságot 1920-ban alapították. Ma 55 alap és 5 társult tagja van.
- A hercegszöllősi nyugdíjasok egyesülete 1999. június 4-én alakult. Ma közel 180 tagja van.
- A Baranyai szőlőültetvények bortermelőinek és borászainak egyesülete 2008-ban alakult azzal a céllal, hogy szervezze a közös piaci megjelenést a Hercegszőllösi Járás szőlőtermelőinek piacán. Ma 22 termelőt egyesít, akik gyakran megjelennek a helyi rendezvényeken és kiállításokon, borkóstolókon és vásárokon.
- A „Zamijenite nam tugu osmijehom” ifjúsági szervezet 2001-ben alakult. Célja, hogy összehozza a fiatalokat a szabadidő minőségi eltöltésére. A szabadidő szervezésével és tervezésével, nyilvános események megrendezésével, koncertek, kiállítások, sportesemények, színházi előadások és egyéb kulturális események szervezésével foglalkoznak.
- Az „Izvor” nőszervezet 2001-ben alakult. Az egyesület alapvető célja, hogy javítsa az életminőséget elsősorban (de nem kizárólag) a nőknek tanácsadással, oktatással, támogatással, munkalehetőségek növelésével stb.